# Precalculus
Precalculus（pre-:前の、calculus:微分積分学）とは、アメリカ合衆国の高等数学教育における課程の一つで、微分積分学を学ぶための準備段階に当たる。初等的な代数学の復習に加え、指数関数、対数関数、三角関数の基礎が含まれることが多い。
カリフォルニア大学アーバイン校、アリゾナ大学、テキサス大学オースティン校ではオンラインコースを提供している。

## 学習内容
- 集合
- 実数
- 複素数
- 不等式と方程式の解法
- 関数の性質
- 多項式関数
- 有理関数
- 三角法
- 三角関数と逆三角関数
- 三角恒等式
- 円錐曲線
- 指数関数
- 対数関数
- 数列と級数
- 二項定理
- ベクトル
- 助変数方程式（媒介変数表示）
- 極座標
- 行列
- 数学的帰納法